# オトン (ヴェルマンドワ伯)
ヴェルマンドワ伯オトン（Otton, comte de Vermandois, 979年8月29日 - 1045年5月25日）は、ヴェルマンドワ伯エルベール3世とエルマンガルド・ド・バル＝シュル＝セーヌの息子。兄アルベール2世からヴェルマンドワ伯位を継承した（在位：1015年 - 1045年）。特許状により自らの財産をノートルダム・ド・オンブリエール修道院に寄付したことが知られている。

## 家族や子供
妻は出自不明のパヴィア（990年生）。その間に以下の子女をもうけた。
1. エルベール4世[4]（1032年 - 1080年） - ヴェルマンドワ伯
2. ウード（1040年 - 1086年） - フルノー伯
3. シモン（1076年没） - アム（en）領主
4. ピエール